# Artis Gilmore

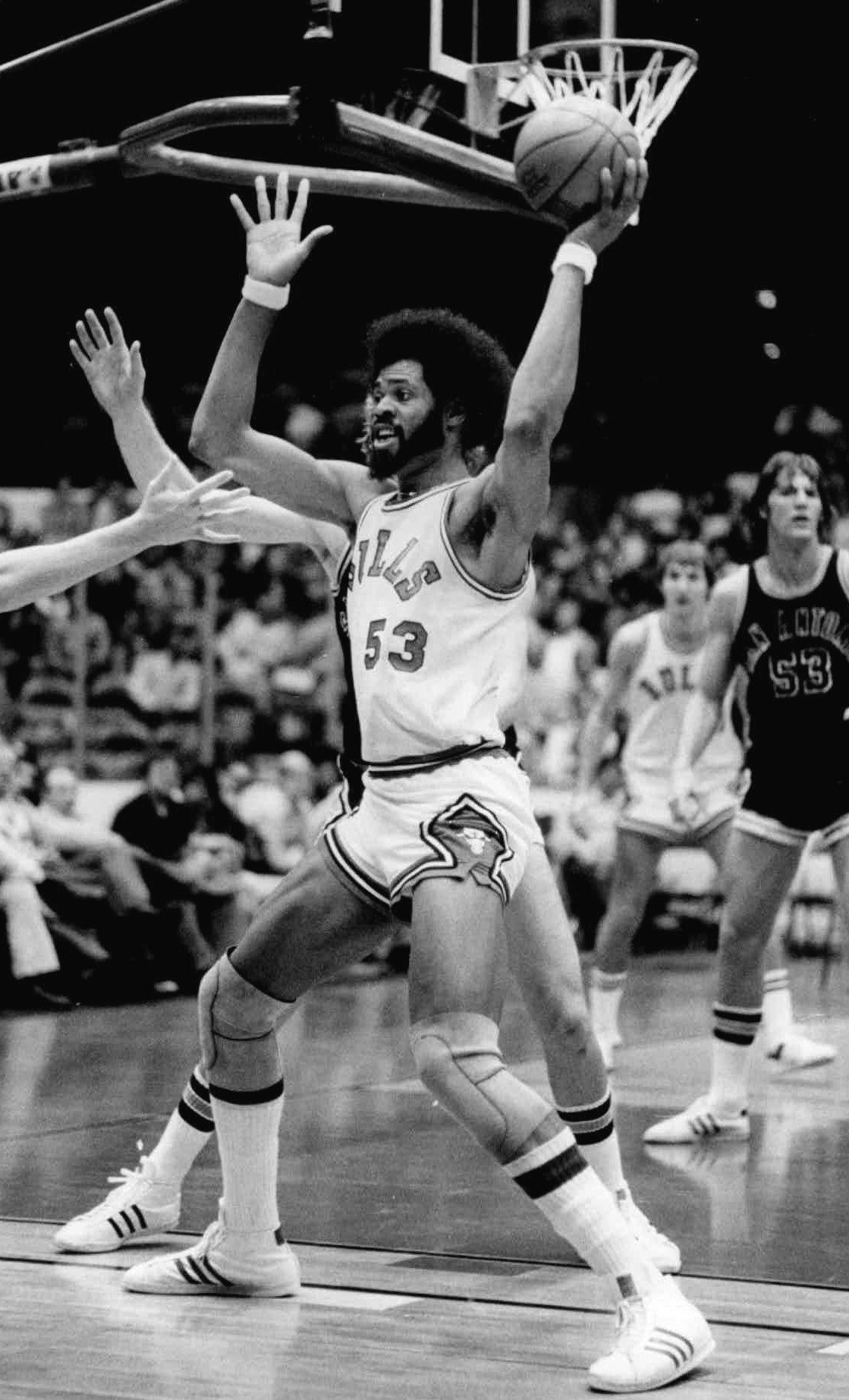
Gilmore con los Bulls en 1977.

Artis Gilmore (Chipley, Florida, 21 de septiembre de 1948) es un exjugador de baloncesto estadounidense, que repartió su etapa profesional entre las ligas ABA y la NBA durante 17 temporadas, en las décadas de los 70 y los 80. Fue apodado The A-Train por su dominante estilo de juego, basado en sus 2,18 metros de estatura y su poderoso físico. Llegó a jugar 670 partidos de forma consecutiva.

## Carrera

### Universidad
Fue, sin duda, uno de los pívots con más talento a nivel nacional en los dos años que disputó con la camiseta de la Universidad de Jacksonville. Sus estadísticas hablan por sí mismas: promedió 24,3 puntos y 22,7 rebotes por encuentro, algo muy difícil de ver en la actualidad.

### Profesional

#### ABA
A pesar de esos fantásticos números, no fue elegido en el Draft de 1971 hasta la decimoquinta posición de la séptima ronda, por lo que decidió aceptar la oferta de los Kentucky Colonels de la liga ABA, donde permaneció hasta la desaparición de la liga en 1976. En su primer año, fue elegido MVP y Rookie del año, al completar unos números de 23,8 puntos y 17,8 rebotes por encuentro. Fue elegido en sus cinco temporadas en el mejor quinteto de la liga, y en 4 de ellas en el mejor quinteto defensivo. Ganó el título de campeón con su equipo en 1975 y estableció varios récords de la liga en tapones y porcentaje de tiro.

#### NBA
Al desaparecer la ABA, se estableció un draft de dispersión en la NBA, para recolocar a los jugadores más destacados en la liga. Y fue Chicago nuevamente quien lo eligió. Allí jugó durante 6 temporadas, para firmar en 1982 por San Antonio Spurs. En Texas permaneció durante otras 5 temporadas, finalizando su carrera en la NBA en Boston Celtics, en la temporada 1987-88. En el total de su carrera profesional en Estados Unidos promedió 18,8 puntos y 12,3 rebotes por partido.
Como nota curiosa, fue el primer jugador en participar en el primer concurso de mates de la historia de la NBA.

#### Liga Italiana
Con 39 años, estiró su vida profesional una temporada más, firmando por el Bologna Arimo de la Lega Italiana. A pesar de su edad, promedió 12,3 puntos y 11 rebotes por partido.

## Estadísticas de su carrera en la NBA y la ABA
|  | Denota temporadas en las que ganó un Campeonato de la NBA |
|  | Líder de la liga                                          |

##### Temporada regular
| Año     | Equipo         | PJ   | PT  | MPP  | %TC  | %3P   | %TL  | RPP  | APP | ROB | TPP | PPP  |
| ------- | -------------- | ---- | --- | ---- | ---- | ----- | ---- | ---- | --- | --- | --- | ---- |
| 1971-72 | Kentucky (ABA) | 84   | -   | 43.6 | .598 | -     | .646 | 17.8 | 2.7 | -   | 5.0 | 23.8 |
| 1972-73 | Kentucky (ABA) | 84   | -   | 41.7 | .559 | .500  | .643 | 17.6 | 3.5 | -   | 3.1 | 20.8 |
| 1973-74 | Kentucky (ABA) | 84   | -   | 41.7 | .493 | .000  | .667 | 18.3 | 3.9 | .7  | 3.4 | 18.7 |
| 1974-75 | Kentucky (ABA) | 84   | -   | 41.6 | .580 | .500  | .696 | 16.2 | 2.5 | .8  | 3.1 | 23.6 |
| 1975-76 | Kentucky (ABA) | 84   | -   | 39.1 | .552 | -     | .682 | 15.5 | 2.5 | .7  | 2.4 | 24.6 |
| 1976-77 | Chicago        | 82   | -   | 35.1 | .522 | -     | .660 | 13.0 | 2.4 | .5  | 2.5 | 18.6 |
| 1977-78 | Chicago        | 82   | -   | 37.4 | .559 | -     | .704 | 13.1 | 3.2 | .5  | 2.2 | 22.9 |
| 1978-79 | Chicago        | 82   | -   | 39.8 | .575 | -     | .739 | 12.7 | 3.3 | .6  | 1.9 | 23.7 |
| 1979-80 | Chicago        | 48   | -   | 32.7 | .595 | -     | .712 | 9.0  | 2.8 | .6  | 1.2 | 17.8 |
| 1980-81 | Chicago        | 82   | -   | 34.5 | .670 | -     | .705 | 10.1 | 2.1 | .6  | 2.4 | 17.9 |
| 1981-82 | Chicago        | 82   | 82  | 34.1 | .652 | 1.000 | .768 | 10.2 | 1.7 | .6  | 2.7 | 18.5 |
| 1982-83 | San Antonio    | 82   | 82  | 34.1 | .626 | .000  | .740 | 12.0 | 1.5 | .5  | 2.3 | 18.0 |
| 1983-84 | San Antonio    | 64   | 59  | 31.8 | .631 | .000  | .718 | 10.3 | 1.1 | .6  | 2.1 | 15.3 |
| 1984-85 | San Antonio    | 81   | 81  | 34.0 | .623 | .000  | .749 | 10.4 | 1.6 | .5  | 2.1 | 19.1 |
| 1985-86 | San Antonio    | 71   | 71  | 33.7 | .618 | .000  | .701 | 8.5  | 1.4 | .5  | 1.5 | 16.7 |
| 1986-87 | San Antonio    | 82   | 74  | 29.3 | .597 | -     | .680 | 7.1  | 1.8 | .5  | 1.2 | 11.4 |
| 1987-88 | Chicago        | 24   | 23  | 15.5 | .513 | -     | .514 | 2.6  | 0.4 | .2  | .5  | 4.2  |
| 1987-88 | Boston         | 47   | 4   | 11.1 | .574 | -     | .527 | 3.1  | .3  | .2  | .4  | 3.5  |
| Total   | Total          | 1329 | 476 | 35.5 | .582 | .150  | .698 | 12.3 | 2.3 | 0.6 | 2.4 | 18.8 |

##### Playoffs
| Año   | Equipo         | PJ  | PT | MPP  | %TC  | %3P  | %TL  | RPP  | APP | ROB | TPP | PPP  |
| ----- | -------------- | --- | -- | ---- | ---- | ---- | ---- | ---- | --- | --- | --- | ---- |
| 1972  | Kentucky (ABA) | 6   | -  | 47.5 | .571 | .000 | .711 | 17.7 | 4.2 | -   | -   | 21.8 |
| 1973  | Kentucky (ABA) | 19  | -  | 41.1 | .544 | -    | .626 | 13.7 | 3.9 | -   | -   | 19.0 |
| 1974  | Kentucky (ABA) | 8   | -  | 43.0 | .559 | -    | .576 | 18.6 | 3.5 | .9  | 3.8 | 22.5 |
| 1975  | Kentucky (ABA) | 15  | -  | 45.3 | .539 | -    | .772 | 17.6 | 2.5 | 1.0 | 2.1 | 24.1 |
| 1976  | Kentucky (ABA) | 10  | -  | 39.0 | .608 | -    | .757 | 15.2 | 1.9 | 1.1 | 3.6 | 24.2 |
| 1977  | Chicago        | 3   | -  | 42.0 | .475 | -    | .783 | 13.0 | 2.0 | 1.0 | 2.7 | 18.7 |
| 1981  | Chicago        | 6   | -  | 41.2 | .583 | -    | .691 | 11.2 | 2.0 | 1.0 | 2.8 | 18.0 |
| 1983  | San Antonio    | 11  | -  | 36.5 | .576 | -    | .696 | 12.9 | 1.6 | .8  | 3.1 | 16.7 |
| 1985  | San Antonio    | 5   | 5  | 37.0 | .558 | -    | .689 | 10.0 | 1.4 | .4  | 1.4 | 17.8 |
| 1986  | San Antonio    | 3   | 3  | 35.7 | .667 | .000 | .571 | 6.0  | 1.0 | 2.3 | 03  | 13.3 |
| 1988  | Boston         | 14  | 0  | 6.1  | .500 | -    | .500 | 1.4  | .1  | .0  | .3  | 1.1  |
| Total | Total          | 100 | 8  | 36.3 | .561 | .000 | .688 | 12.7 | 2.3 | .8  | 2.2 | 17.7 |

## Logros y reconocimientos
- Campeón de la ABA en 1975.
- 11 veces All Star (5 en la ABA y 6 en la NBA).
- MVP de la ABA en 2 ocasiones.
- MVP de los Playoffs de la ABA (1975)
- Rookie del año en la ABA en 1972.
- Mejor porcentaje de tiro de la liga en 6 ocasiones (2 de ellas en la ABA).
- Máximo reboteador de la ABA en 4 ocasiones.
- Máximo taponador de la ABA en 2 ocasiones.